# Momo (automoción)

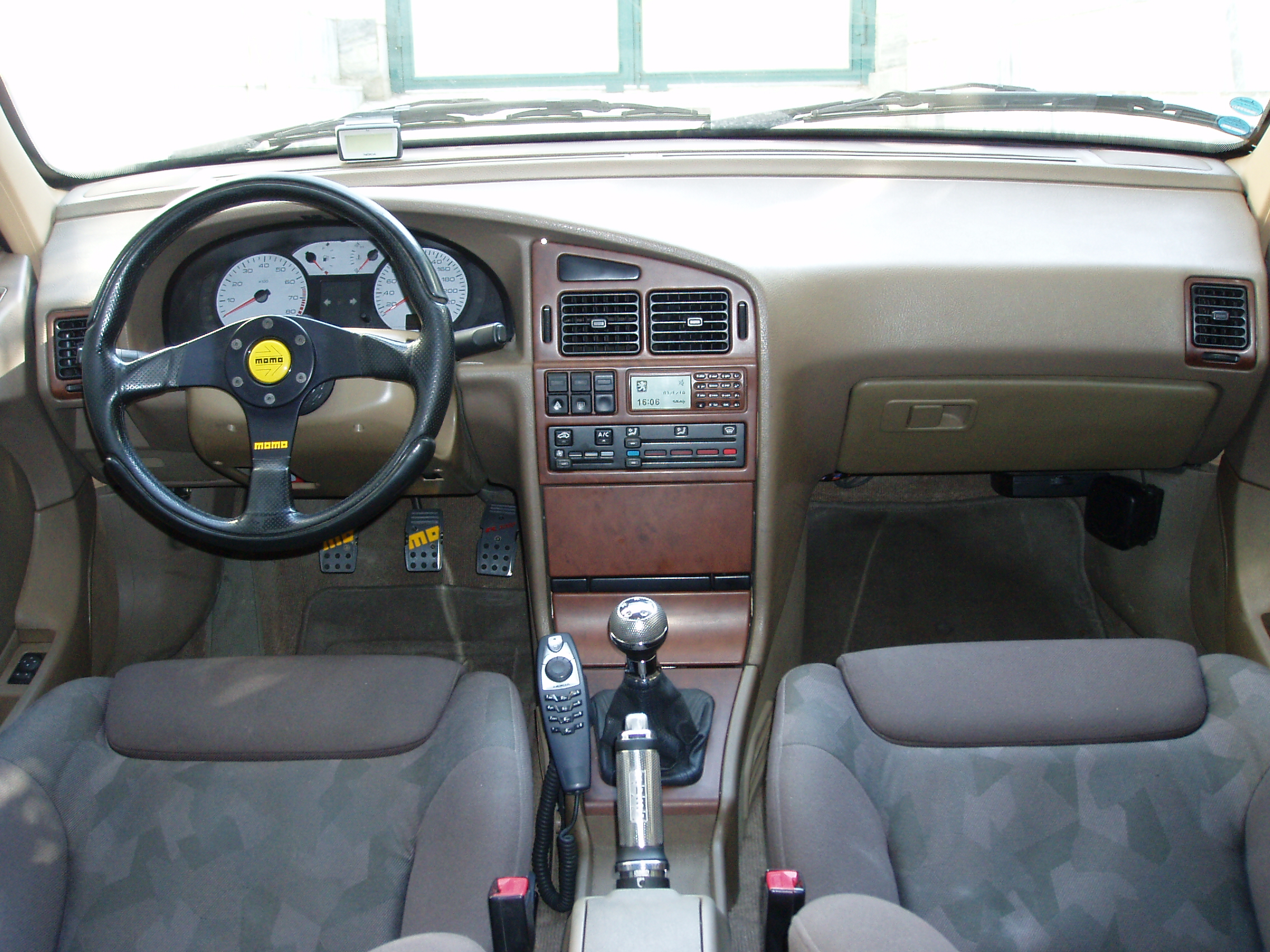
Accesorios MOMO instalados en un Peugeot Pars ELX 2005

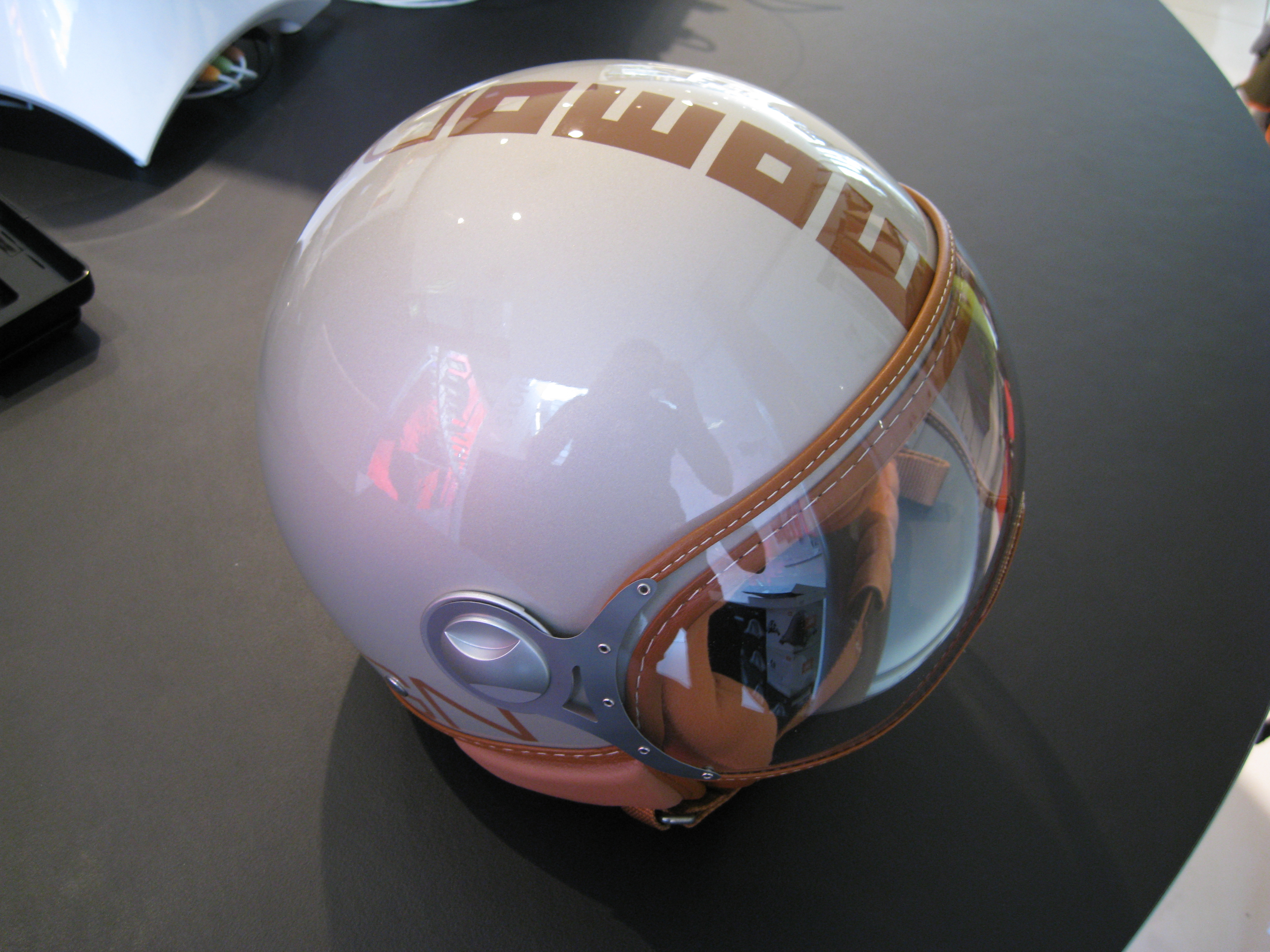
Un casco MOMO

MOMO Srl es una empresa de diseño con sede en Milán, Italia, que fabrica accesorios y piezas para automóviles. 

## Historia
La compañía MOMO fue fundada por el corredor automovilístico Giampiero Moretti en 1964. MOMO son las iniciales de Moretti-Monza (la ciudad de la provincia de Milán, conocida por su famoso circuito). Ese año, Moretti construyó para su propio coche de carreras un volante, el primero producido por la marca. En comparación con los otros volantes de carreras disponibles en el mercado en ese momento, el Momo tenía una zona de agarre más gruesa. Los demás corredores notaron la conveniencia de ese volante y comenzaron a solicitarlo para sus vehículos. Esto hizo que los volantes de la firma ganaran fama en la comunidad de carreras y entre los conductores de Fórmula Uno. Entonces, John Surtees, uno de los pilotos de Fórmula Uno más destacados de los años 1960, solicitó el mismo volante para su Ferrari monoplaza con el que ganó una carrera de Fórmula Uno, la primera victoria significativa de la marca Momo. 
En 1969 MOMO abrió una planta de producción en Tregnago, provincia de Verona. Debido a las crecientes regulaciones de seguridad del gobierno federal de los Estados Unidos y de la amplia adopción de las bolsas de aire en los vehículos de pasajeros a nivel internacional, MOMO se vendió en 1996 a Breed Technologies, un fabricante de "airbags" para volantes. Breed Technologies fue adquirida por la empresa de capital inversión Carlyle Group y se fusionó con otras empresas automotrices fabricantes de equipo original del grupo, para formar Key Safety Systems en 2003. Key Safety Systems vendió la marca MOMO a un grupo de capital privado italiano en 2006, pero retuvo la mayoría de las plantas de producción y las tecnologías de fabricación propiedad de MOMO. 
En 2011, MOMO se vendió a Henrique Cisneros, un empresario venezolano-estadounidense y piloto de carreras aficionado, directivo del Grupo Cisneros.

## Productos
La gama de productos de MOMO incluye accesorios para el consumidor, como volantes, pomos de cambio y llantas de aleación; y también equipos de carreras como trajes y cascos. Los volantes con bolsa de aire MOMO se han convertido en accesorios estándar en algunos modelos regionales de Subaru y Mitsubishi, así como en la UMM Alter II de 1987 a 1991.
También ha diseñado un volante para la empresa de periféricos informáticos Logitech (llamado Logitech MOMO) para usarse como controlador de videojuegos. Los controladores Thomas Superwheel (una marca de controladores de alta calidad y precio) cuentan con el nombre MOMO. Así mismo, se comercializan relojes, gafas, fragancias, ropa y complementos fabricados por la marca MOMO DESIGN.

## Automovilismo

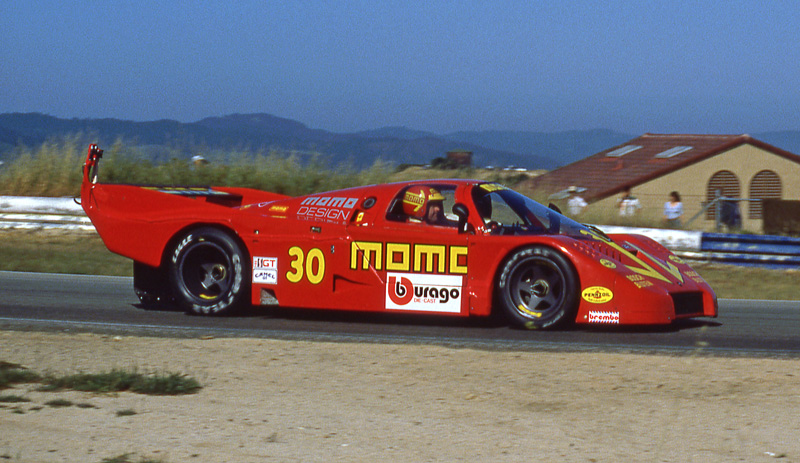
El fundador de Momo, Gianpiero Moretti, al volante de un Alba AR3 en Laguna Seca en 1984.

La compañía patrocinó muchos autos prototipo en la serie IMSA WSC, incluido el prototipo deportivo Ferrari 333 SP, después de que la Scuderia Ferrari se retirara de esa categoría de carreras 20 años antes. 
MOMO fue el volante oficial de la serie Champ Car de 2004 a 2007, antes de que Champ Car se fusionara con la Indy Racing League. MOMO también son proveedores del volante oficial, asientos de carreras, ropa y accesorios de carreras de la serie Speedcar. 
MOMO también patrocina a Lira Motorsports en la ARCA Racing Series y la Camping World Truck Series. 